# OPPO R17 / R17 Pro
OPPO R17 / R17 Pro是OPPO於2018年推出的Android智慧型手機，該機採用特殊的「水滴螢幕」設計，搭載6.4吋 2340x1080 FHD+ AMOLED螢幕，光感螢幕指紋辨識，處理器方面，R17搭載Qualcomm® Snapdragon™ 670處理器，R17 Pro則搭載Qualcomm® Snapdragon™ 710處理器，鏡頭方面，R17採用1600萬畫素F1.7光圈+500萬畫素F2.4光圈的後置雙鏡頭配置，R17 Pro則採用1200萬畫素F1.5/F2.4雙光圈+2000萬 F2.6大光圈+TOF 3D立體鏡頭的後置三鏡頭配置，前置鏡頭方面，R17系列採用了2,500萬像素F2.0 光圈的前置鏡頭。而充電技術方面，R17搭載普通的VOOC閃充技術，而R17 Pro則搭載SuperVOOC超級閃充技術，除此之外，R17系列也是首款搭載USB Type-C連接接口的OPPO R系列手機。